# Sternotomis itzingeri
Sternotomis itzingeri är en skalbaggsart som beskrevs av Stefan von Breuning 1935. Sternotomis itzingeri ingår i släktet Sternotomis och familjen långhorningar. Inga underarter finns listade i Catalogue of Life.